# The WB Television Network
Pour les articles homonymes, voir WB.
 (octobre 2019).
The WB Television Network (connu sous le nom commercial The WB) était un réseau de télévision américain créé en 1995 et qui faisait partie de Warner Bros., une société du groupe Time Warner.
Selon une estimation en 2005, le réseau rejoignait 90 282 480 foyers américains (91,66 %) à l'aide de 177 stations. Le réseau pouvait aussi être vu dans les petits marchés sur le câble grâce au programme The WB 100+ Station Group.

## Histoire
Tout comme United Paramount Network (UPN), The WB a été créé en réaction au succès du premier réseau à avoir remis en cause la suprématie des trois réseaux historiques (ABC, CBS et NBC) : le réseau Fox. Depuis sa création, le but de la WB est d'être la chaîne de télévision spécialisée pour les adolescents et les jeunes adultes.
Pendant les premières années, la programmation de The WB a été constituée de programmes bon marché comme des sitcoms. La chaîne reprend ainsi des sitcoms des autres grands réseaux comme Salut les frangins (1996–1997), Pour le meilleur... ? (1998–2002), Parents à tout prix (2003–2005), Sabrina, l'apprentie sorcière (2000–2003) et Sister, Sister (1995–1999). Les premiers feuilletons à être diffusés sur WB ont été Savannah (1995) et Sept à la maison (1996).
En 1995 fut créée l'émission Kids' WB qui proposait des dessins animés à succès de la Warner (Tiny Toon Adventures, Animaniacs et Batman) ainsi que de nouvelles séries. À la suite de la fusion Turner / Time Warner en 1996, l'unité de programme de Kids' WB et le Cartoon Network se mirent à travailler en synergie : coproductions, échanges de programmes, diffusions de Kids' WB sur les déclinaisons internationales du Cartoon Network. Le réseau WB a introduit Pokémon sur le territoire américain.
Parmi les grands succès commerciaux de The WB, on peut citer les séries Sept à la maison, Charmed, Buffy contre les vampires, Smallville, Gilmore Girls, Dawson et Everwood. C'est Sept à la maison qui était le programme le plus suivi de la chaîne. Le réseau WB est aussi connu pour avoir donné naissance à des séries telles que Roswell, Angel, Felicity, Les Frères Scott ou encore Sabrina, l'apprentie sorcière.
Le logotype de la WB est un crapaud habillé en smoking.

## Identité visuelle

### Logo de la chaîne

Logo du 3 décembre 1994 au 31 décembre 1999.
Logo du 31 décembre 1999 au 17 septembre 2006.

## TheWB.com
Depuis le 28 avril 2008, le site web de The WB permet aux visiteurs des États-Unis de visionner gratuitement des séries qui ont fait le succès de la chaîne, telles que Gilmore Girls, Smallville, Everwood, Buffy the Vampire Slayer, Dawson's Creek, One Tree Hill, Roswell et What I Like About You, ainsi que des séries produites par Warner Bros mais pas diffusées sur The WB telles que Friends et The O.C.. Le site n'inclut pas les séries populaires Charmed et Felicity, provenant de studios différents.
Le site web propose aussi des web-séries originales telles que Sorority forever (par le réalisateur McG), Pushed, Rockville, CA, The Lake et Childrens Hospital.

## Canada
Par antenne, l'affilié le plus près de Montréal était la station WWIN/WBVT via un ré-émetteur de faible puissance située à Saint Albans (Vermont) entre janvier 1995 et mai 1999. Certaines émissions étaient diffusées par des chaînes spécialisées canadiennes.
Par câble au Québec, la programmation de soirée de The WB était diffusée sur la station locale WFFF-TV (Fox Burlington) à partir de 22 h (ou après la programmation du réseau Fox) depuis mai 1999.
En Ontario, Rogers Cable a été autorisé à distribuer la station affiliée WNYO-TV (en) (The WB Buffalo) sur le câble numérique.
Au Canada, les distributeurs offraient la superstation WGN America basée à Chicago qui fournissait la programmation de The WB jusqu'en octobre 1999. Entretemps, certains distributeurs ont ajouté WPIX (New York) et KTLA (Los Angeles) à l'offre des superstations.
Certaines séries et émissions de The WB étaient aussi acquises et diffusées sur des stations canadiennes telles que CTV et Global, mais la diffusion n'était pas toujours ponctuelle. Par exemple, CTV avait programmé la deuxième saison de Charmed (1999–2000) les dimanches soir, mais la série était remplacée plusieurs fois afin de diffuser des cérémonies de remises de prix, du patinage artistique, ou des films, diffusant conséquemment les épisodes dans le désordre.

## La fin de The WB
Le 24 janvier 2006 est annoncée la fusion de The WB avec le réseau UPN pour former le nouveau réseau The CW. Après onze années d’existence, la chaîne cesse d'émettre le 17 septembre 2006 au profit de la nouvelle chaîne The CW.
Au cours de cette dernière soirée, la chaîne a diffusé les pilotes des séries qui ont fait son succès tandis que les nombreux acteurs qui sont apparus dans ses programmes lui ont rendu un ultime hommage.
Puisque presque tous les marchés comptaient un affilié WB et UPN, la station la plus puissante ou réalisant de meilleures audiences était sélectionnée pour s'affilier à The CW. Plusieurs stations délaissées se sont affiliées à MyNetworkTV, ou d'autres affiliations, ou devenues indépendantes.

## Séries diffusées par le réseau

### Comédies
- All About the Andersons (en) (2003–2004)
- Carol (en) (Alright Already) (1997–1998)
- The Army Show (en) (1998)
- Blue Collar TV (en) (2004–2006)
- Salut les frangins (Brotherly Love) NBC (1995–1996), The WB (1996–1997)
- 100 % Normal (en) (Brutally Normal) (2000)
- Cleghorne! (en) (1995)
- Do Over (2002–2003)
- Drew Carey's Green Screen Show (en) (2004)
- Family Affair (2002–2003)
- First Time Out (en) (1995)
- Pour le meilleur... ? (For Your Love) NBC (1998), The WB (1998–2002)
- Greetings from Tucson (2002–2003)
- Grosse Pointe (2000)
- Parents à tout prix (Grounded for Life) Fox (2001–2003), The WB (2003–2005)
- The Help (en) (2004)
- Hype (en) (2000)
- The Jamie Foxx Show (1996–2001)
- The Jamie Kennedy Experiment (en) (2002–2004)
- Kelly Kelly (en) (1998)
- Kirk (en) (1995–1997)
- Life with Roger (en) (1996–1997)
- La Famille en folie (Like Family) (2003–2004)
- Du côté de chez Fran (Living with Fran) (2005–2006)
- C'est pas ma faute ! (Maybe It's Me) (2001–2002)
- Modern Men (en) (2006)
- Movie Stars (en) (1999–2000)
- Muscle (en) (1995)
- My Guide to Becoming a Rock Star (2002)
- Nick Freno: Licensed Teacher (en) (1996–1998)
- Nikki (2000–2002)
- The O'Keefes (en) (2003)
- Sexe et Dépendances (Off Centre) (2001–2002)
- The Parent 'Hood (en) (1995–1999)
- Popular (1999–2001)
- Un père peut en cacher un autre (en) (Raising Dad) (2001–2002)
- Reba The WB (2001–2006), The CW (2006–2007)
- Tempête sous un toit (en) (Run of the House) (2003–2004)
- Sabrina, l'apprentie sorcière (Sabrina, the Teenage Witch) ABC (1996–2000), The WB (2000–2003)
- Sister, Sister ABC (1994–1995), The WB (1995–1999)
- Le Petit Malin (Smart Guy) (1997–1999)
- The Steve Harvey Show (1996–2002)
- The Tom Show (en) (1997–1998)
- Twins (en) (2005–2006)
- Unhappily Ever After (1995–1999)
- Les Frères Wayans (The Wayans Brothers) (1995–1999)
- Ce que j'aime chez toi (What I Like About You) (2002–2006)
- Zoé, Duncan, Jack et Jane (Zoe, Duncan, Jack & Jane) (2000)

### Drames
- Sept à la maison (7th Heaven) (1996–2006, puis sur The CW (2006–2007))
- The Bedford Diaries (2006)
- Dawson (Dawson's Creek) (1998–2003)
- D.C. (2000)
- Everwood (2002–2006)
- Felicity (1998–2002)
- Gilmore Girls (2000–2006, puis sur The CW (2006–2007))
- L'Île de l'étrange (Glory Days) (2002)
- Hyperion Bay (1998–1999)
- Jack et Bobby (Jack and Bobby) (2004–2005)
- Jack and Jill (1999–2001)
- Just Legal (2005–2006)
- La Famille Carver (The Mountain) (2004–2005)
- Les Frères Scott (One Tree Hill) (2003–2006, puis sur The CW (2006–2012))
- Pepper Dennis (2006)
- Related (2005–2006)
- Premiers secours (Rescue 77) (1999)
- Safe Harbor (en) (1999)
- Savannah (1996–1997)
- Summerland (2004–2005)
- Three (en) (1998)
- Young Americans (2000)

### Surnaturel/Science-fiction/Action
- Angel (1999–2004)
- Les Anges de la nuit (Birds of Prey) (2002)
- Black Sash (2003)
- Buffy contre les vampires (Buffy the Vampire Slayer) (1997–2001, puis sur UPN (2001–2003)
- Charmed (1998–2006)
- Temps mort (Dead Last) (2001)
- Roswell (1999–2001) puis sur UPN (2001–2002)
- Smallville (2001–2006) puis sur The CW (2006–2011)
- Supernatural (2005–2006, puis sur The CW (2006–2020)
- Jane et Tarzan (Tarzan) (2003)

### Dessins animés
- Minus et Cortex (Pinky and the Brain) (1995–1996, 1997)
- Freakazoid! (1996)
- Invasion America (1998)
- Mission Hill (1999–2000)
- Baby Blues (en) (2000)
- Les Stubbs (The PJs) Sur Fox (1999–2000), puis sur The WB (2000–2001)
- Les Oblong (The Oblongs) (2001)

### Jeu/Téléréalité
- Beauty and the Geek (2005–2006) puis sur The CW (2007–2008)
- Boarding House: North Shore (2003)
- High School Reunion (en) (2003–2005)
- Pepsi Smash
- Popstars (2001–2003)
- The Starlet (en) (2005)
- Steve Harvey's Big Time Challenge (en) (2003–2005)
- Studio 7 (en) (2004)
- Superstar USA (en) (2004)
- The Surreal Life (2003–2004), puis sur VH1 (2004–2006)
- Survival of the Richest (en) (2006)

### Commandés mais jamais diffusés
- In the Dark (jeu télévisé, été 1997)
- Fearless (pilote, drame, 2003)
- Commando Nanny (comédie, 2005)
- Misconceptions (comédie, 2006)